# Władysław Marconi

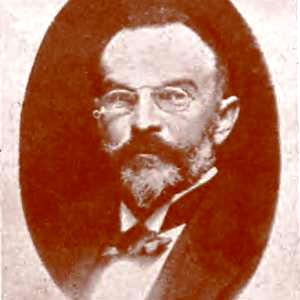
Władysław Marconi

Władysław Marconi (* 29. Februar 1848 in Warschau; † 4. Juni 1915 ebenda) war ein polnischer Architekt und Denkmalschützer, der vor allem in Warschau wirkte.

## Leben
Władysław Marconi war der Sohn des Architekten Enrico Marconi und einer eingebürgerten Schottin (Małgorzata, 1807–1884), die ihn im evangelischen Glauben erzog. Er schloss ein Studium im Jahr 1874 an der Kaiserlichen Akademie der bildenden Künste in St. Petersburg ab. Nach seiner Rückkehr nach Warschau begann er als Architekt zu arbeiten, betätigte sich aber auch im gesellschaftlich-kulturellen Umfeld. Er war Mitbegründer der Gesellschaft zum Erhalt der Denkmäler der Vergangenheit (Towarzystwo Opieki nad Zabytkami Przeszłości) und des Architekten-Kreises (Koło Architektów). Auch war er Mitglied in den Bauausschüssen zur Errichtung des Adam-Mickiewicz-Denkmals und der Poniatowski-Brücke. Der Architekt gehörte außerdem der Warschauer Gesellschaft für Fotografie (Warszawskie Towarzystwo Fotograficzne) an.
Marconi war mit seiner Nichte Kazimiera Eleonora (1859–1934) verheiratet. Das Ehepaar hatte vier Kinder, darunter Bohdan Marconi und Halina Maria (1888–1952), die spätere Ehefrau des Kunsthistorikers Stanisław Łoza. Brüder Marconis waren der Maler Karol Antoni Marconi und der Architekt Leandro Marconi.

## Bauten (Auswahl)
- Jüdisches Gemeindehaus in der Ulica Grzybowska (1887)
- Hotel Bristol, Warschau (1902)
- Gebäude der Versicherung „Rosja“ in der Ulica Marszałkowska 124 (1901)
- Schloss Czetwertýnski in Schaludok (1908)
- Umbau von Schloss Sanniki (1910)
- Dziewulski-Palais (1910)
- Seitenschiff in der Kasimir-Kirche des Klosters der barmherzigen Schwestern
- Gebäude der Feuer-Versicherungsgesellschaft (Towarzystwo Ubezpieczeń od Ognia) an der Kreuzung der Ulica Jasna und der Ulica Boduena
- Fabrikgebäude der „Fruziński J. Fabryka Czekolady“ des Jan Fruziński[2] in der Ulica Polna 34
- Gebäude der Stadtbibliothek Warschau
- Palast- und Gartenensemble in Borkowice
- Villa Broel-Plater an den Aleje Jerozolimskie 28
- Haus zu den Riesen („Kamienica pod Gigantami“) in den Aleje Ujazdowskie[3]
- Umbauarbeiten am Potocki-Palast in Warschau